# Silvia Cruz Lapeña
Silvia Cruz Lapeña (Barcelona, 1978) es una periodista y escritora, especialista en flamenco. 

## Trayectoria
Es autora de Crónica jonda publicada por la editorial Libros del K.O]. el 2017 y del epílogo de la reedición de 2014 del libro de Francisco Peregil  Camarón de la Isla. El dolor de un príncipe (editorial Libros del K.O.)
Escribe sobre flamenco en la revista Rockdelux y en el portal especializado Deflamenco.com. También ha publicado artículos sobre política, cultura y deportes en los diarios digitales Ctxt y El Español y las revistas Vanity Fair y Altaïr Magazine.  